# Gaotang (sockenhuvudort i Kina, Jiangxi Sheng, lat 29,41, long 115,77)
Gaotang är en sockenhuvudort i Kina. Den ligger i provinsen Jiangxi, i den sydöstra delen av landet, omkring 82 kilometer norr om provinshuvudstaden Nanchang. Antalet invånare är 5 476. Befolkningen består av 2 640 kvinnor och 2 836 män. Barn under 15 år utgör 24,0 %, vuxna 15-64 år 67 %, och äldre över 65 år 8,0 %.
Runt Gaotang är det tätbefolkat, med 476 invånare per kvadratkilometer. Närmaste större samhälle är Puting, 9,4 km söder om Gaotang. I omgivningarna runt Gaotang växer i huvudsak blandskog.
Genomsnittlig årsnederbörd är 2 141 millimeter. Den regnigaste månaden är maj, med i genomsnitt 334 mm nederbörd, och den torraste är januari, med 59 mm nederbörd.